# CG 1300
La CG 1300 è un'autovettura sportiva di fascia bassa prodotta in piccola serie dal 1972 al 1974 dalla piccola Casa automobilistica francese CG Automobiles.

## Storia e profilo
La CG 1300 fu introdotta nell'autunno del 1972, subito dopo il lancio, da parte della SIMCA, della 1000 Rallye 2, equipaggiata con il motore Type 371 da 1294 cm³ e da 82 CV. Il terzo ed ultimo modello della Casa di Brie-Comte-Robert adottò il nuovo propulsore, leggermente più potente, ma anche caratterizzato da un maggior spunto. In alternativa fu però possibile avere subito anche la versione 1300 S, dotata di carburatori più performanti, nuovi collettori e testata lavorata, ed in grado quindi di raggiungere una potenza massima di 95 CV.

Esteriormente furono molte le modifiche che interessarono questo modello: rispetto alla precedente CG 1200 S, la 1300 era caratterizzata innanzitutto da un corpo vettura accorciato di 6 cm e disponibile unicamente con carrozzeria coupé. Nel frontale fu introdotto un piccolo spoiler inferiore che integrava la presa d'aria per il radiatore e nuovi indicatori di direzione, anch'essi di origine Simca. Ridisegnati anche il cofano anteriore ed i parafanghi, mentre posteriormente balzavano subito all'occhio i fari rettangolari mutuati dalla Simca 1100. Anche il tetto fu rivisitato per potersi meglio raccordare con il resto del corpo vettura e farne una vera coupé anziché una finta spider con hard-top com'era stato nella 1200 S.
La vettura fu accolta con entusiasmo dagli appassionati, che vi videro l'evoluzione definitiva e pressoché perfetta del concetto di vetturetta sportiva partorito dalla mente dei signori Chappe e Gessalin. In realtà, entro breve, le vendite subirono un crollo enorme, complici anche importanti eventi, vale a dire l'accordo di partenariato tra  Matra e SIMCA, la proposta della Matra stessa di sostituire la Simca 1200 S con la nuova Bagheera, il cui progetto era già stato avviato in precedenza dalla Casa di Romorantin e terminato dalla Simca stessa, ed infine (ma non ultima), la crisi petrolifera del 1973, che impose un periodo di austerity per quanto riguardava i consumi di carburante. Pertanto le vendite della piccola sportiva francese continuarono con il contagocce fino al 1974, anno in cui la Chappe et Gessalin (compreso il suo marchio automobilistico CG) chiuse i battenti.

### Scheda tecnica
| Modello                               | 1300 | 1300 S |
| ------------------------------------- | --- | --- |
| Motore                                | Type 371 | Type 371 |
| Posizione                             | Posteriore longitudinale a sbalzo, inclinato a sinistra di 15°                                                   | Posteriore longitudinale a sbalzo, inclinato a sinistra di 15°                                                   |
| Numero e disposizione dei cilindri    | 4 in linea | 4 in linea |
| Cilindrata (cm³)                      | 1294 | 1294 |
| Alimentazione                         | Due carburatori doppio corpo Solex C35PHHE 5                                                                     | Due carburatori doppio corpo Weber 40                                                                            |
| Potenza nominale (kW [CV] a giri/min) | 60 (82)/6000 | 70 (95)/6400 |
| Coppia nominale [Nm] a giri/min]      | 108/4400 | 116/4560 |
| Frizione                              | Monodisco a secco                                                                                                | Monodisco a secco                                                                                                |
| Trazione                              | Posteriore | Posteriore |
| Cambio                                | Manuale a 4 marce + RM                                                                                           | Manuale a 4 marce + RM                                                                                           |
| Telaio                                | Separato a trave centrale con traverse anteriore e posteriore più elementi scatolati di rinforzo                 | Separato a trave centrale con traverse anteriore e posteriore più elementi scatolati di rinforzo                 |
| Scocca                                | Separata in materiale composito misto (poliestere e vetroresina)                                                 | Separata in materiale composito misto (poliestere e vetroresina)                                                 |
| Sospensioni ant.                      | Ruote indipendenti, molla trasversale a balestra ed ammortizzatori idraulici telescopici a doppio effetto        | Ruote indipendenti, molla trasversale a balestra ed ammortizzatori idraulici telescopici a doppio effetto        |
| Sospensioni post.                     | Ruote indipendenti, molle elicoidali, bracci oscillanti ed ammortizzatori idraulici telescopici a doppio effetto | Ruote indipendenti, molle elicoidali, bracci oscillanti ed ammortizzatori idraulici telescopici a doppio effetto |
| Impianto frenante                     | Freni idraulici a disco sulle quattro ruote, servofreno                                                          | Freni idraulici a disco sulle quattro ruote, servofreno                                                          |
| Pneumatici                            | Anteriori 145x13, posteriori 155x13                                                                              | Anteriori 145x13, posteriori 155x13                                                                              |
| Sterzo                                | Cremagliera | Cremagliera |
| Massa in ordine di marcia             | 660 | 660 |
| Serbatoio                             | - | - |
| Velocità massima                      | 185 | 195 |
| Consumo medio                         | - | - |
| Anni di produzione                    | 1972-74 | 1972-74 |
| Prezzo al debutto in franchi francesi | 27.500 | 30.232 |